# داوید بن گوریون
داوید بن گوریون (به عبری: דָּוִד בֶּן-גּוּרִיּוֹן، نام زمان تولد: داوید گرون، David Grün) (۱۶ اکتبر ۱۸۸۶ – ۱ دسامبر ۱۹۷۳)، بنیان‌گذار اصلی و نخستین نخست‌وزیر اسرائیل بین سال‌های ۱۹۴۸ تا ۱۹۵۳ و ۱۹۵۵ تا ۱۹۶۳ بود. او همچنین از رهبران برجستهٔ جامعهٔ یهودیان مقیم فلسطین تحت قیمومت بریتانیا بود.
او به عنوان رئیس آژانس یهود از سال ۱۹۳۵ و بعداً رئیس هیئت اجرایی آژانس یهود، رهبر بالفعل جامعه یهودیان در فلسطین بود و تا حد زیادی جنبش تشکیل یک دولت مستقل یهودی در فلسطین تحت قیمومیت را رهبری کرد.
او در پلونسک، که در آن زمان بخشی از کنگرهٔ لهستان بود، از والدین یهودی لهستانی زاده شد و در سال ۱۹۰۶ به منطقهٔ فلسطین در امپراتوری عثمانی مهاجرت کرد. او با انتخاب نام بن گوریون در سال ۱۹۰۹، از سال ۱۹۳۵ تا تأسیس دولت اسرائیل در سال ۱۹۴۸ به رهبر برجستهٔ جامعه یهودیان در فلسطین تحت قیمومیت بریتانیا تبدیل شد و رهبری آن را تا سال ۱۹۶۳ با یک وقفه کوتاه در سال‌های ۱۹۵۴-۱۹۵۵ برعهده داشت. علاقهٔ بن گوریون به صهیونیسم در اوایل زندگی‌اش شکل گرفت و او را به یک رهبر بزرگ صهیونیست و رئیس اجرایی سازمان جهانی صهیونیسم در سال ۱۹۴۶ تبدیل کرد.
در ۱۴ مه ۱۹۴۸، او رسماً تأسیس اسرائیل را اعلام کرد و اولین کسی بود که منشور استقلال اسرائیل را که در نگارش آن نقش داشت، امضا کرد. تحت رهبری بن گوریون، جنگ اعراب و اسرائیل در سال ۱۹۴۸ شاهد اتحاد شبه‌نظامیان مختلف یهودی در نیروهای دفاعی اسرائیل، پیروزی اسرائیل بر اتحادیه عرب و اخراج و فرار اکثریت جمعیت عرب فلسطینی بود. متعاقباً او به عنوان «پدر بنیان‌گذار اسرائیل» شناخته شد. پس از جنگ، بن گوریون به عنوان اولین نخست‌وزیر و وزیر دفاع اسرائیل فعالیت کرد. به عنوان نخست‌وزیر، او به ساخت نهادهای دولتی کمک کرد و بر پروژه‌های ملی با هدف توسعهٔ کشور نظارت داشت. او همچنین بر جذب مهاجران یهودی نظارت می‌کرد. بخش عمده‌ای از سیاست خارجی او بهبود روابط با آلمان غربی از طریق توافق غرامت برای مصادره اموال یهودیان توسط نازی‌ها در طول هولوکاست بود.
در سال ۱۹۵۴، او از سمت نخست‌وزیری و وزارت دفاع استعفا داد، اما همچنان عضو کنست باقی ماند. او در سال ۱۹۵۵ پس از ماجرای لاون و استعفای پینهاس لاون به عنوان وزیر دفاع اسرائیل بازگشت. در اواخر همان سال و پس از انتخابات ۱۹۵۵ دوباره به نخست‌وزیری برگزیده شد. او از عملیات تلافی‌جویانه اسرائیل علیه حملات چریکی اعراب و حمله آن به مصر، به همراه بریتانیا و فرانسه، در جریان بحران سوئز در سال ۱۹۵۶ حمایت کرد. او در سال ۱۹۶۳ از سمت خود کناره‌گیری کرد و در سال ۱۹۷۰ از زندگی سیاسی بازنشسته شد. سپس به "کلبه" محقر خود در سده بوکر، یک کیبوتص در صحرای نقب، نقل مکان کرد و تا زمان مرگش در آنجا زندگی کرد. بن گوریون پس از مرگ، به عنوان یکی از ۱۰۰ فرد مهم قرن بیستم توسط مجله تایم انتخاب شد.

## زندگی
داوید بن گوریون در ۱۶ اکتبر ۱۸۸۶ در منطقه پونگسک لهستان که آن زمان قسمتی از خاک امپراتوری روسیه به‌شمار می‌رفت، به دنیا آمد. پدرش وکیل بود. داوید وقتی که ۱۱ سال داشت مادرش را از دست داد. در سال ۱۹۰۵، وقتی که دانشجوی دانشگاه ورشو بود به حزب سوسیال دموکرات کارگران یهودی پیوست و در جریان انقلاب ۱۹۰۵ روسیه دو بار دستگیر شد. بن گوریون در سال ۱۹۰۶ میلادی، از لهستان به سرزمین فلسطین مهاجرت کرد و به یکی از رهبران برجستهٔ جامعه یهودیان فلسطین تبدیل شد.
داوید بن گوریون از سال ۱۹۱۲ تا ۱۹۱۴ میلادی در دانشگاه استانبول به تحصیل رشتهٔ حقوق پرداخت.
وی رئیس کمیته اجرایی آژانس یهود و رهبری اقدامات سیاسی نظامی صهیونیست‌ها در فلسطین تحت قیمومیت بریتانیا را با هدف تشکیل کشور اسرائیل را به عهده گرفت و همین‌طور نیز با گروه‌های شبه نظامی اشترن و آرگون و سازمان هگانا همکاری می‌کرد. در سال ۱۹۵۳ از نخست‌وزیری استعفا داد و در سال ۱۹۵۵ به عنوان وزیر دفاع اسرائیل انتخاب شد. وی دوبار به عنوان نخست‌وزیر اسرائیل انتخاب شد. داوید بن گوریون نهایتاً در سال ۱۹۷۰ از فعالیت‌های سیاسی کناره‌گیری کرد. وی در دوران بازنشستگی در کیبوتص سده بوکر به کشاورزی و دامداری می‌پرداخت.

## اندیشه‌ها

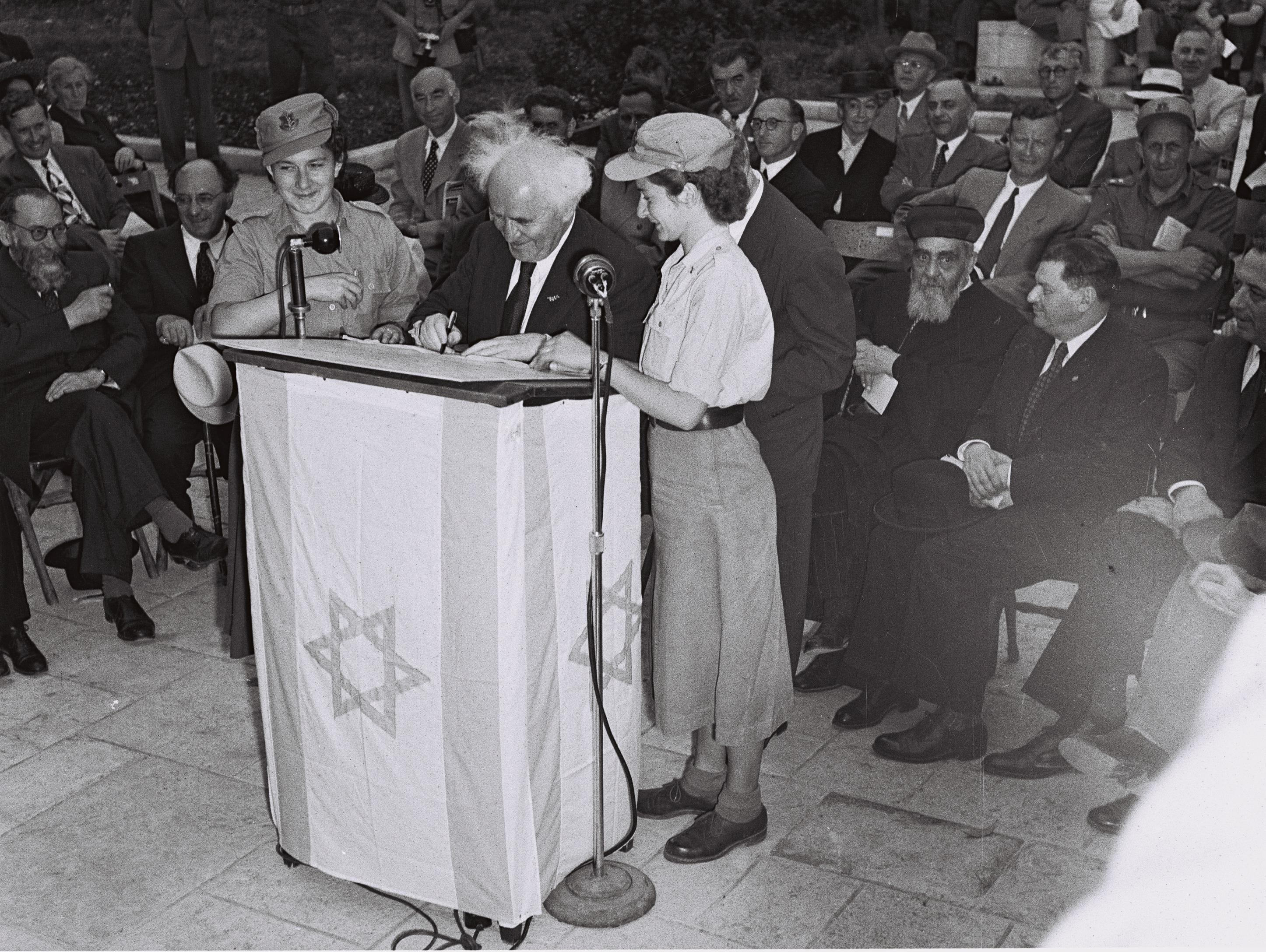
بن گوریون در آئین گشایش دانشکده پزشکی دانشگاه عبری اورشلیم در سال ۱۹۴۹

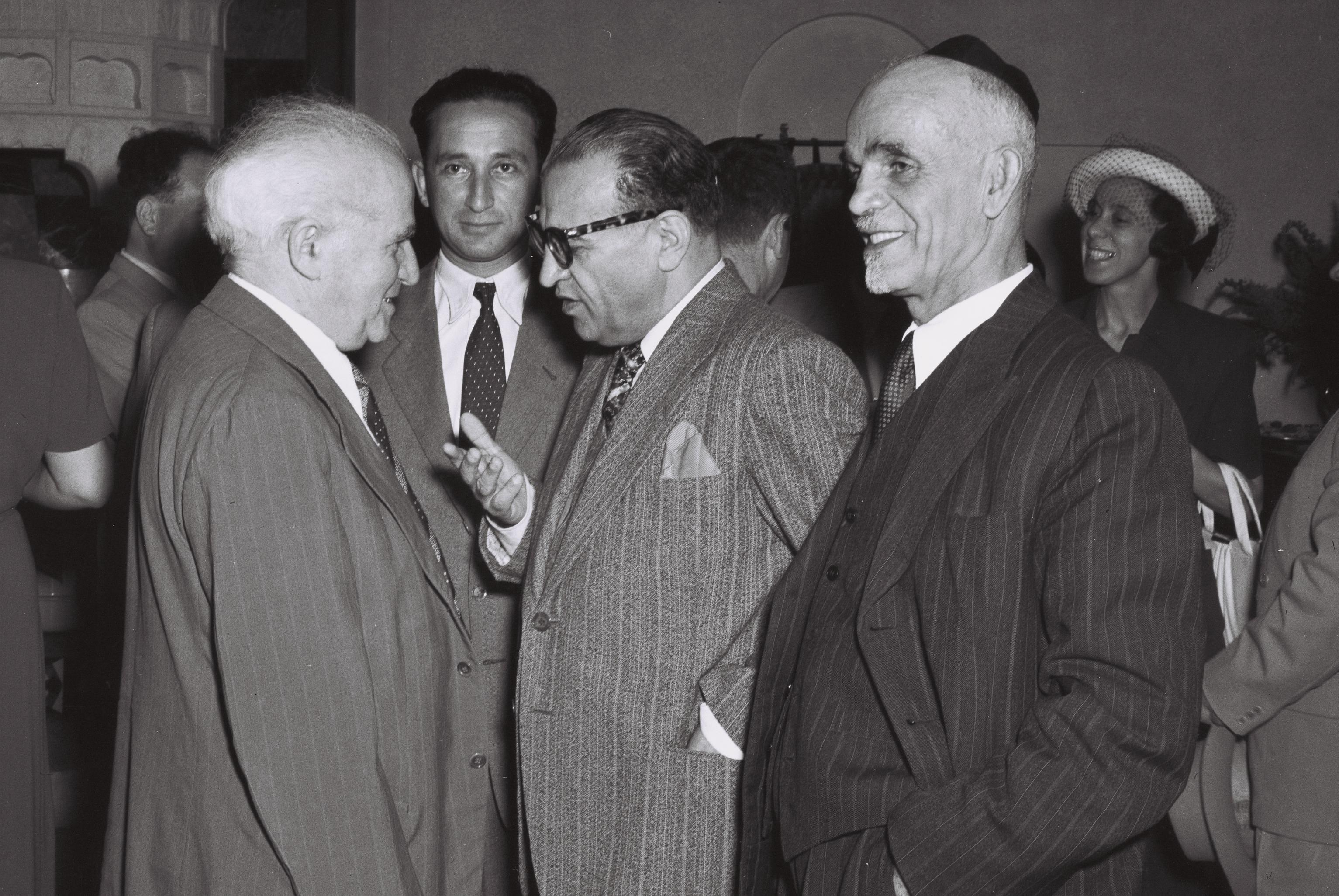
رضا صفی‌نیا، نماینده ویژه دولت شاهنشاهی ایران در اسرائیل، در حین گفتگو با دیوید بن گوریون، نخست‌وزیر و شموئل دیوون، سرپرست بخش خاورمیانهٔ وزارت امور خارجه اسرائیل در مهمانی شامی که توسط نمایندگی ایران در انجمن مسیحی مردان جوان در اورشلیم ترتیب داده شده بود، سپتامبر ۱۹۵۰

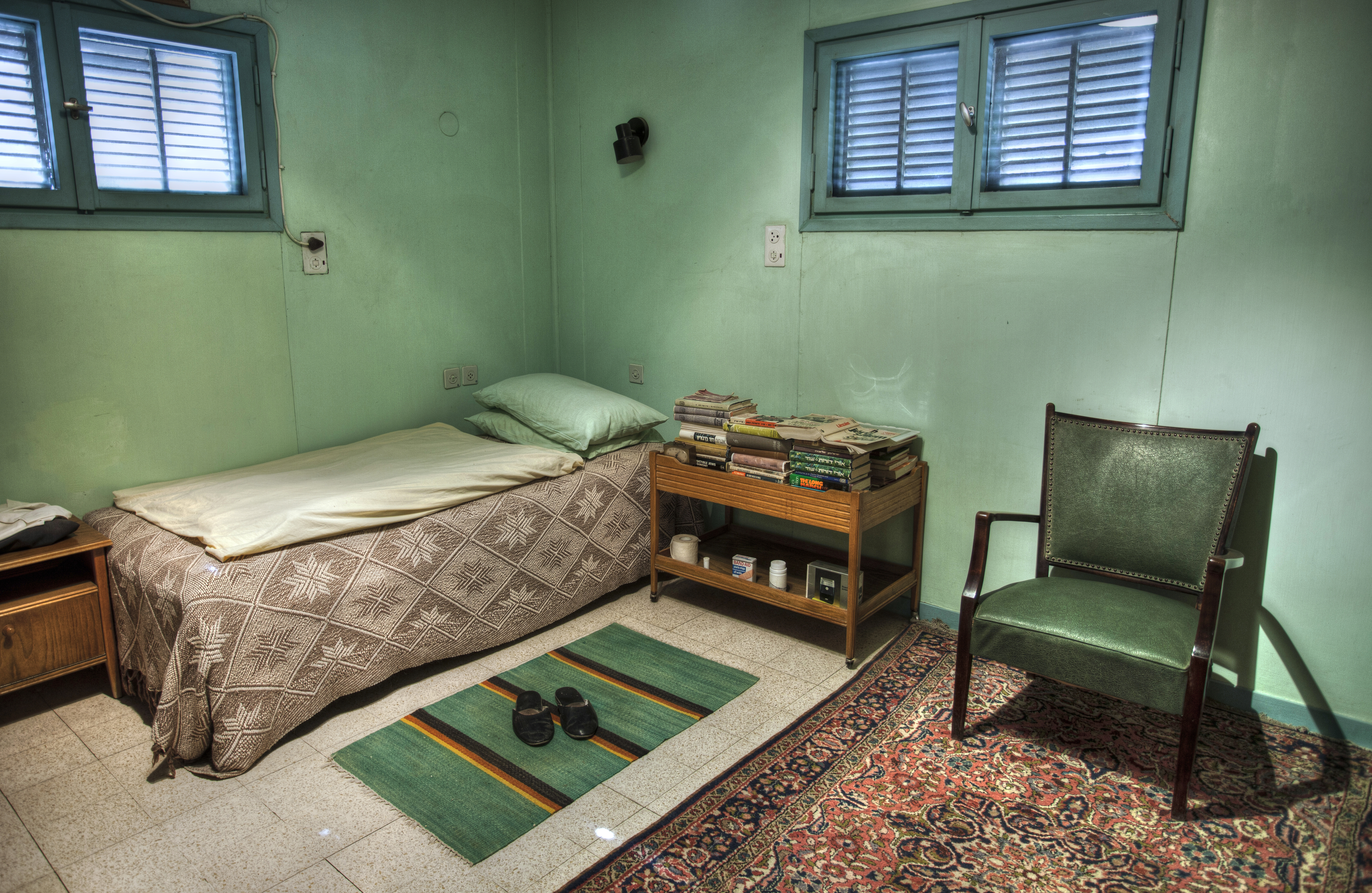
اتاق خواب بن گوریون در کومه‌اش در کیبوتص سده بوکر در صحرای نگب

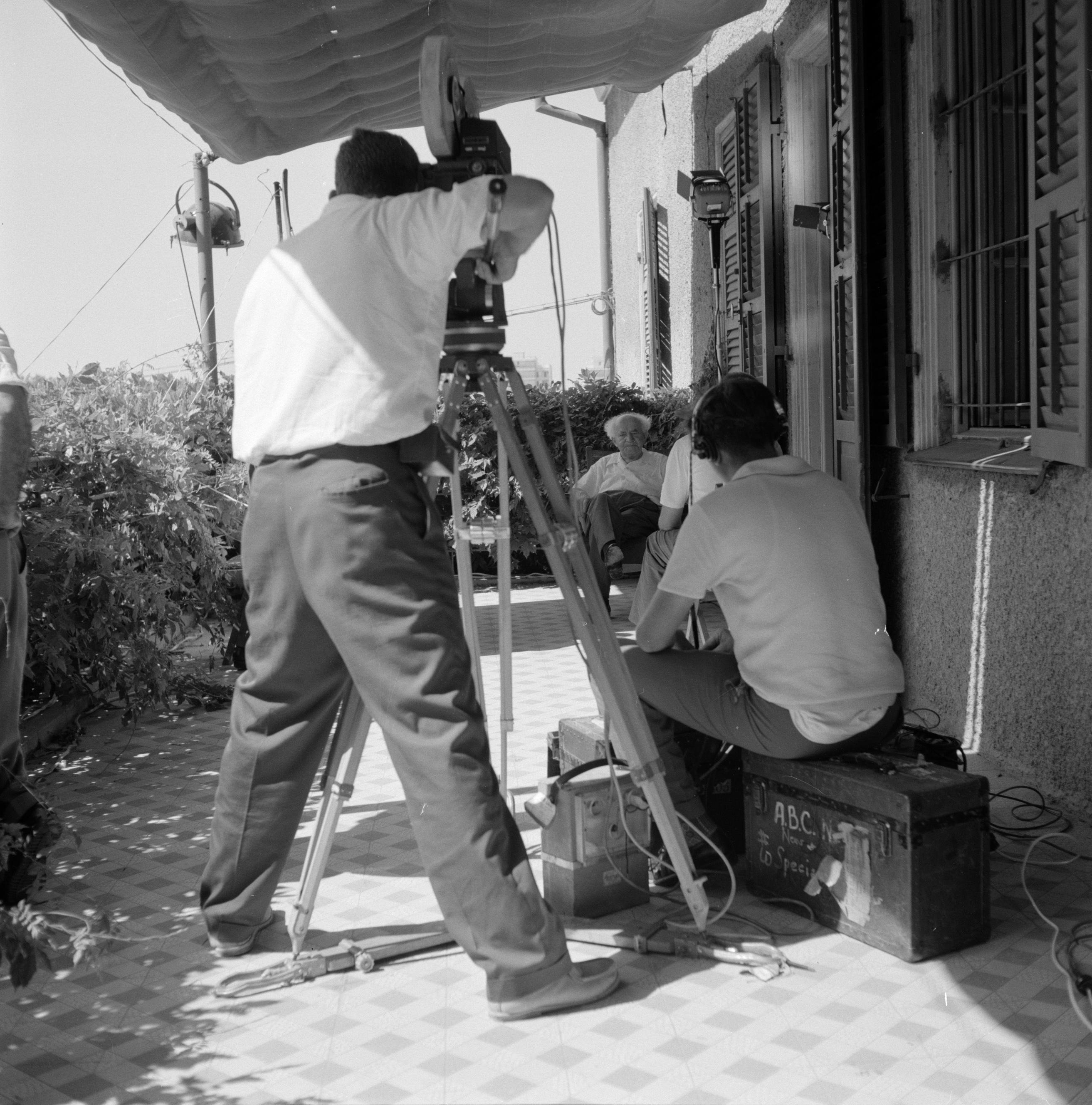
بن گوریون در حین یک مصاحبه تلویزیونی در کومه‌اش در سال ۱۹۶۴

داوید بن گوریون همواره عقیده داشت که باید بیابان نگب که قسمت اعظم خاک اسرائیل را تشکیل می‌دهد به تدریج آباد شود و بخشی از جمعیت کشور به آن نقطه انتقال یابد. داوید بن گوریون محل سکونت خویش در سال‌های آخر عمر را در صحرای نگب انتخاب کرد و طبق وصیتش در همان‌جا به خاک سپرده شد. از این رو، دانشگاهی که در شهر بئرشبع برپا شد، دانشگاه بن گوریون نام گرفت. نقل است که داوید بن گوریون، گلدا مایر را «تنها مرد در کابینه اسرائیل» نام داده بود.

## تبحر در زبان‌دانی
گفته می‌شود وی عاشق زبان‌های خارجی و یادگیری آن‌ها بود و به این زبان‌ها گفتگو می‌کرد: عبری، روسی، ییدیش (عبری-آلمانی) فرانسوی، آلمانی، انگلیسی و تا اندازه‌ای ایتالیایی. ضمناً وی قادر به خواندن متون یونانی، اسپانیایی و تا اندازه‌ای عربی نیز بود.

## سمت‌ها
- اولین نخست‌وزیر اسرائیل
- پایه‌گذاری آژانس یهود به عنوان اولین سازمان صهیونیستی-سیاسی در جهان
- عضویت و فعالیت در گروه سوسیالیستی «پوالی صهیون»
- رابط بین جنبش کارگران یهودی ساکن فلسطین تحت قیمومت انگلستان و آمریکا در خلال جنگ جهانی اول
- مشارکت در سازماندهی «گردان یهودی» در ارتش متفقین و بعداً شرکت در جنگ جهانی اول و جنگ با آلمان نازی
- مشارکت در تأسیس حزب «ادهوت‌ها عفوداه» (کارگر متحد) و «هیستادروت» (فدراسیون مشترک کارگری) در اسرائیل
- دبیرکل سازمان هیستادروت
- رئیس کمیته اجرایی آژانس یهود
- تشکیل تیپ‌های نظامی یهودی در ارتش انگلستان در خلال جنگ جهانی دوم
- رهبری عملیات مخفی نظامی سازمان هگانا
- اولین نخست‌وزیر و رئیس دولت اسرائیل پس از اعلام تشکیل کشور یهودی
- وزیر دفاع اسرائیل
- وزیر دفاع و نخست‌وزیر اسراییل
- تأسیس حزب «رافی»
- تشکیل حزب جدید (لعام) به سوی مردم